# Lexus HS
Lexus HS — це гібридні седани компактного класу, що представлені компанією Lexus на Північноамериканському міжнародному автосалоні в січні 2009 року і побудовані на платформі Toyota Avensis 3 покоління.

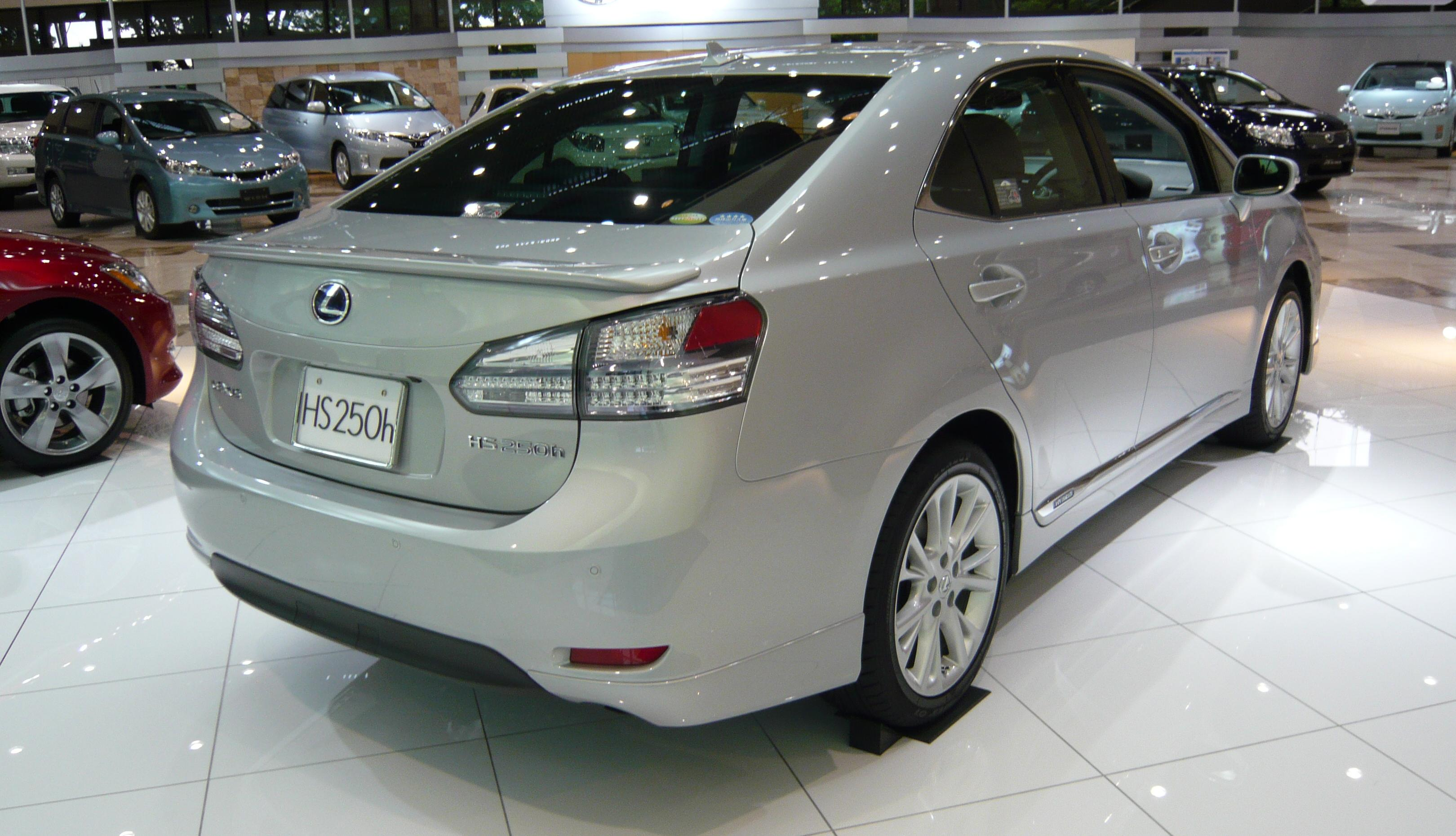
Lexus HS 250h

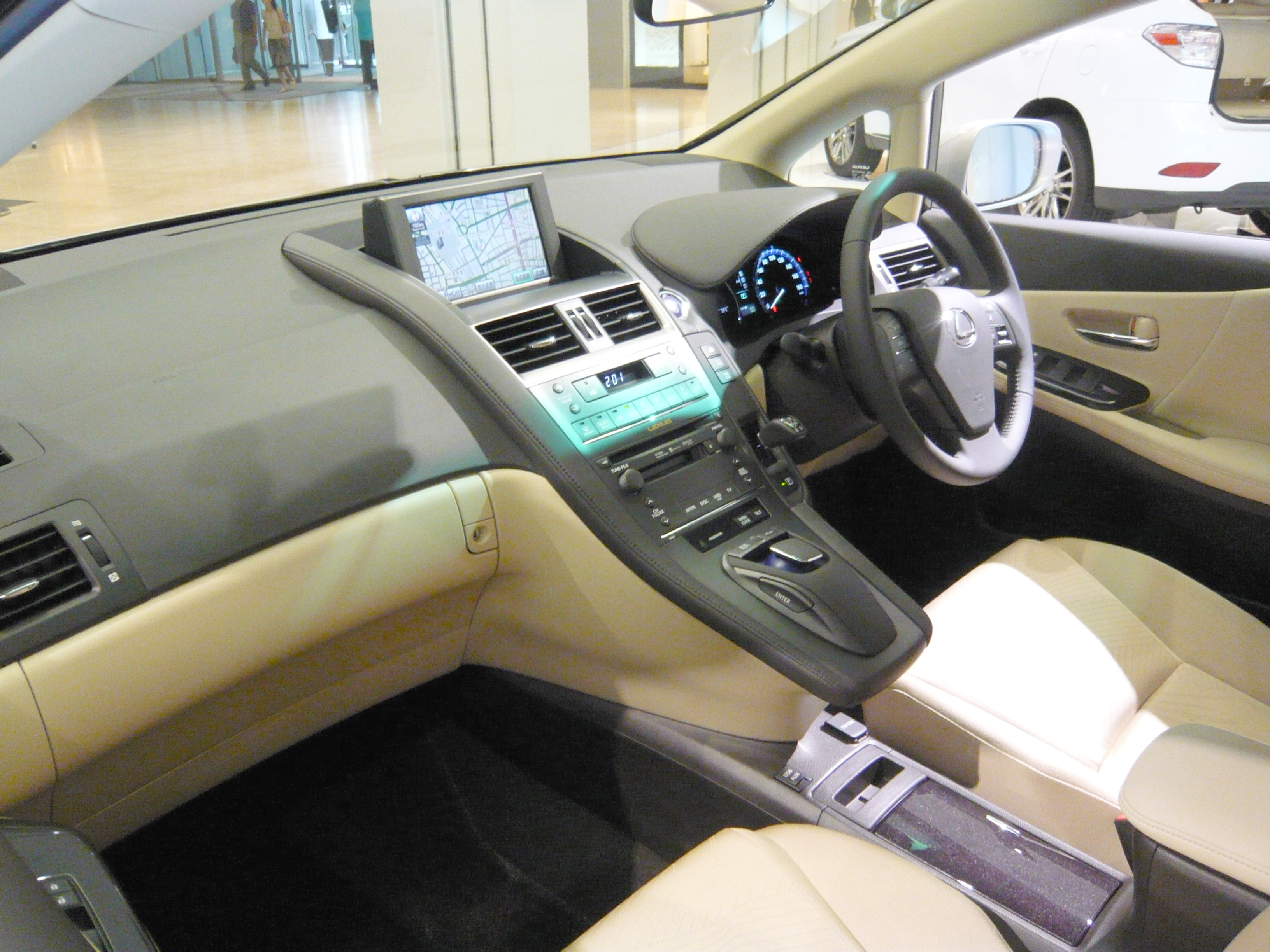
Lexus HS 250h

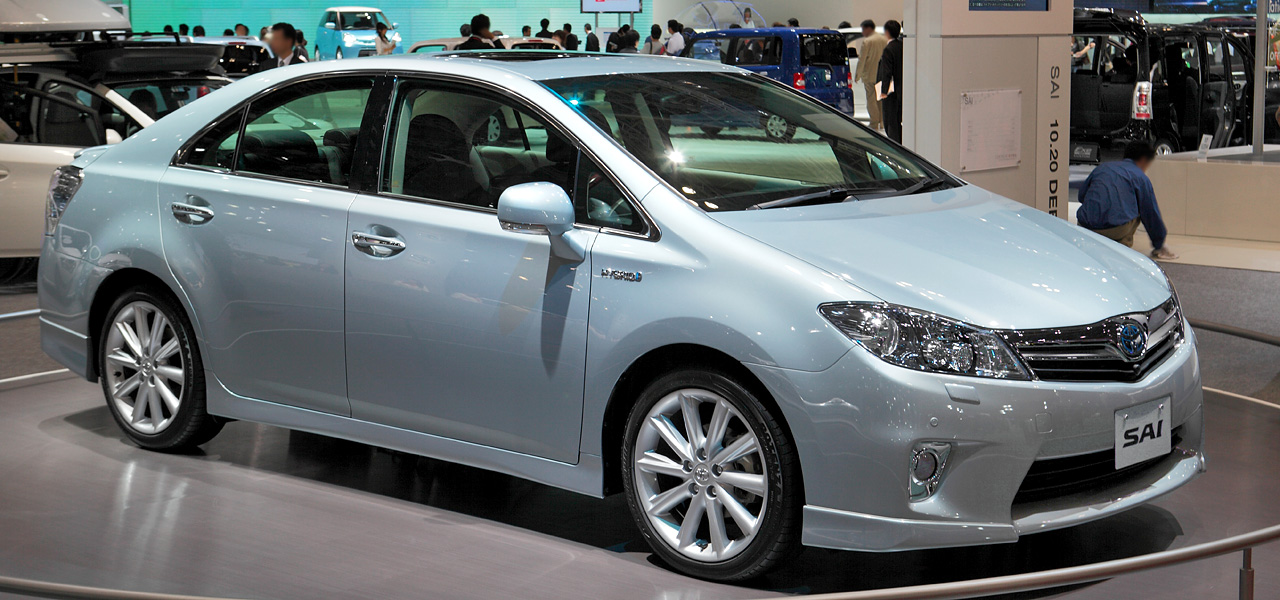
Toyota Sai (2009)

Салон автомобіля виготовлений з біопластикових матеріалів. Lexus HS більший ніж Lexus IS, але менший за Lexus ES. Як і Lexus CT, Lexus ES та Lexus RX FWD, HS має передній привод, у відмінних від інших гібридів Lexus. Відповідно до класифікації  Lexus, HS означає «гармонічний седан» (Harmonious Sedan).

## Двигун
- 2.4 L 2AZ-FXE I4 (ANF10)

## Зноски
1. ↑  Перший на селі